# Fiahordó oposszum
A fiahordó oposszum (Didelphis marsupialis) az oposszumok (Didelphimorphia) rendjéhez, ezen belül az 
oposszumfélék (Didelphidae) családjához tartozó faj.

## Előfordulása
Dél- és Közép-Amerika területén honos. Dél-Mexikótól Északkelet-Argentínáig fordul elő.

## Megjelenése
A fiahordó oposszum sokban hasonlít a virginiai oposszumra. Testhossza 26–45 cm. Testtömege 0,60-2,40 kg.

## Életmódja
A fiahordó oposszum a párzási időszak kivételével magányos állat. Tápláléka rovarok, békák, madarak, kisebb emlősök, földigiliszta, gyümölcsök és más növények. A vadonban átlagosan 2 évig él.

## Szaporodása
Az ivarérettség 8-12 hónaposan kezdődik. A párzási időszak januártól a száraz évszakig tart. A vemhesség 13-50 napig tart, ennek végén 10 kölyöknek ad életet a nőstény. A kölykök 2 hónapig maradnak az anyjuk erszényében. Az elválasztásra 100 naposan kerül sor.